# Liste der Monuments historiques in Gœrsdorf
Die Liste der Monuments historiques in Gœrsdorf führt die Monuments historiques in der französischen Gemeinde Gœrsdorf auf.

## Liste der Bauwerke
| Bezeichnung                       | Beschreibung                             | Standort                             | Kennzeichnung | Schutzstatus | Datum | Bild           |
| --------------------------------- | ---------------------------------------- | ------------------------------------ | ------------- | ------------ | ----- | -------------- |
| Banc du roi de Rome               | Ruhebank, 1811 aufgestellt               | südlich des Ortes an der D 28 (Lage) | PA00084718    | Inscrit      | 1983  | weitere Bilder |
| Protestantische Kirche Mitschdorf | Wandgemälde im Chorturm, 15. Jahrhundert | Rue Principale (Mitschdorf) (Lage)   | PA00084717    | Classé       | 1898  | weitere Bilder |